# Foncine-le-Bas
Foncine-le-Bas és un municipi francès situat al departament del Jura i a la regió de Borgonya - Franc Comtat. L'any 2007 tenia 221 habitants.

## Demografia

### Població
El 2007 la població de fet de Foncine-le-Bas era de 221 persones. Hi havia 92 famílies de les quals 24 eren unipersonals (8 homes vivint sols i 16 dones vivint soles), 40 parelles sense fills, 24 parelles amb fills i 4 famílies monoparentals amb fills.
La població ha evolucionat segons el següent gràfic:
Habitants censats

### Habitatges
El 2007 hi havia 194 habitatges, 96 eren l'habitatge principal de la família, 74 eren segones residències i 23 estaven desocupats. 143 eren cases i 51 eren apartaments. Dels 96 habitatges principals, 66 estaven ocupats pels seus propietaris, 26 estaven llogats i ocupats pels llogaters i 4 estaven cedits a títol gratuït; 1 tenia una cambra, 7 en tenien dues, 18 en tenien tres, 22 en tenien quatre i 48 en tenien cinc o més. 69 habitatges disposaven pel capbaix d'una plaça de pàrquing. A 41 habitatges hi havia un automòbil i a 46 n'hi havia dos o més.

### Piràmide de població
La piràmide de població per edats i sexe el 2009 era:
| Homes | Edats   | Dones |
| ----- | ------- | ----- |
| 0     | 95 o +  | 0     |
| 0     | 90 a 94 | 0     |
| 0     | 85 a 89 | 4     |
| 0     | 80 a 84 | 0     |
| 0     | 75 a 79 | 0     |
| 8     | 70 a 74 | 8     |
| 4     | 65 a 69 | 0     |
| 4     | 60 a 64 | 8     |
| 4     | 55 a 59 | 4     |
| 4     | 50 a 54 | 0     |
| 8     | 45 a 49 | 8     |
| 0     | 40 a 44 | 8     |
| 12    | 35 a 39 | 0     |
| 16    | 30 a 34 | 12    |
| 4     | 25 a 29 | 12    |
| 4     | 20 a 24 | 4     |
| 0     | 15 a 19 | 4     |
| 4     | 10 a 14 | 4     |
| 8     | 5 a 9   | 12    |
| 8     | 0 a 4   | 8     |

## Economia
El 2007 la població en edat de treballar era de 144 persones, 108 eren actives i 36 eren inactives. De les 108 persones actives 95 estaven ocupades (50 homes i 45 dones) i 13 estaven aturades (6 homes i 7 dones). De les 36 persones inactives 13 estaven jubilades, 11 estaven estudiant i 12 estaven classificades com a «altres inactius».

### Ingressos
El 2009 a Foncine-le-Bas hi havia 99 unitats fiscals que integraven 224 persones, la mediana anual d'ingressos fiscals per persona era de 18.884 €.

### Activitats econòmiques
Dels 15 establiments que hi havia el 2007, 2 eren d'empreses extractives, 6 d'empreses de construcció, 2 d'empreses de comerç i reparació d'automòbils, 1 d'una empresa de transport, 2 d'empreses d'hostatgeria i restauració, 1 d'una empresa financera i 1 d'una empresa classificada com a «altres activitats de serveis».
Dels 6 establiments de servei als particulars que hi havia el 2009, 1 era una oficina de correu, 1 paleta, 3 fusteries i 1 lampisteria.

## Poblacions més properes
El següent diagrama mostra les poblacions més properes.